# むつ市立苫生小学校
むつ市立苫生小学校（むつしりつ とまぶしょうがっこう）は、青森県むつ市金曲1丁目にある公立小学校。むつ市立田名部中学校と施設分離型（4・3・2制）小中一貫教育を行っている。

## 概要
- 本校は、学校新築に伴う学区指定変更により、第二田名部小学校と第三田名部小学校の一部学区を分離し、統合して開校した。

## 沿革
- 1986年（昭和61年）4月1日 - 開校。

## 教育目標
出典
- ○進んで学ぶ子
- ○明るく思いやりのある子
- ○健康でたくましい子

## 努力目標
出典
- ○めあてをもって進んで学習しよう
- ○思いやりの心をもち、仲よく助け合おう
- ○安全に気を付け、心身をきたえよう

## 学区
- 新町、苫生町一丁目、苫生町二丁目、昭和町、仲町、若松町、港町、金曲一丁目[3]

## 周辺
- 国道279号線（むつはまなすライン）
- 青森県道4号むつ恐山公園大畑線
- 林野庁東北森林管理局下北森林管理署
- とまぶモール
  - サンデーむつ苫生店
- 下北交通むつ営業所

## アクセス
- 下北交通「むつ営業所前」バス停下車後、徒歩約150m・約数分。